# Politická škola Josipa Broze Tita

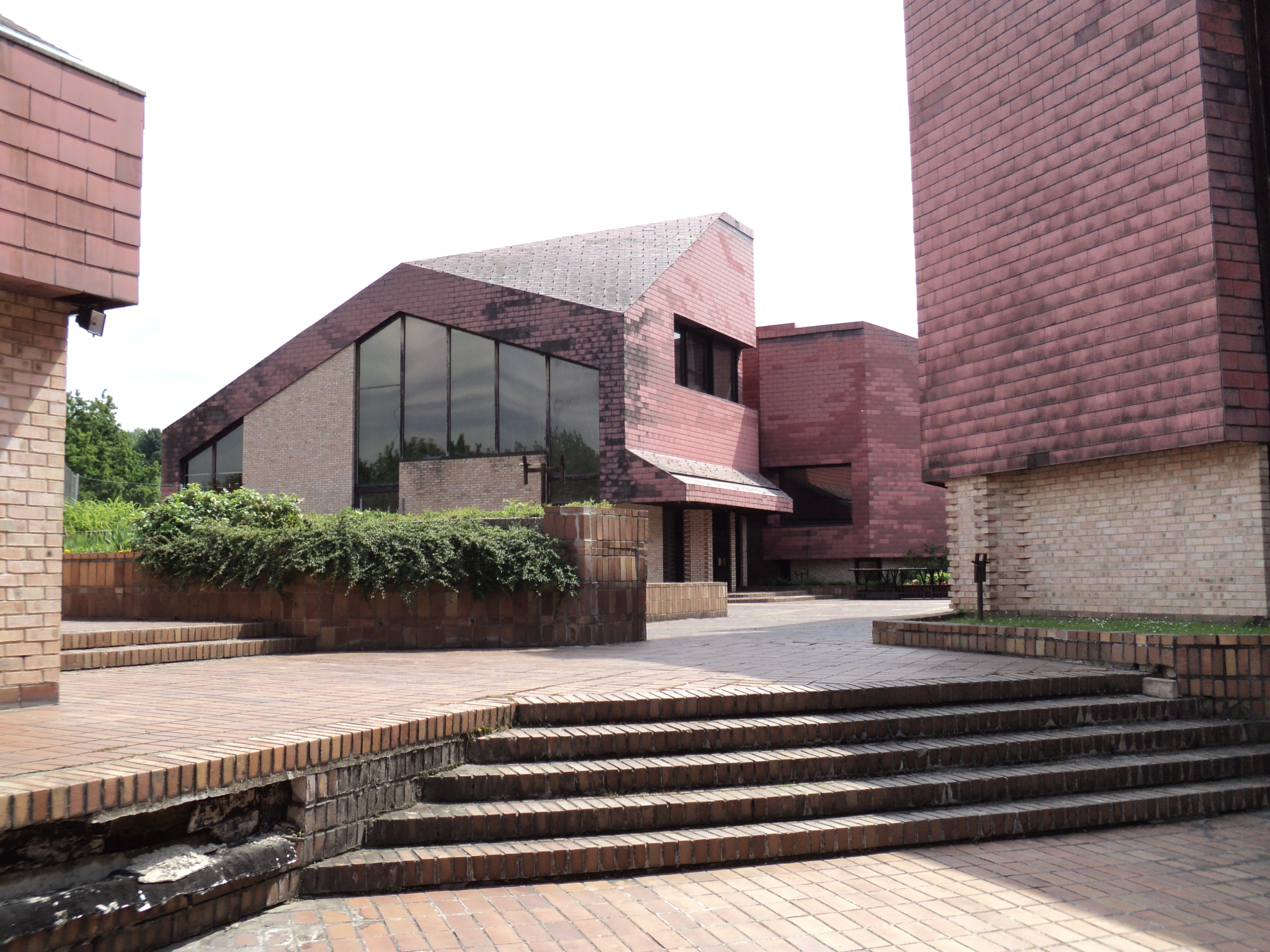
Dům, ve kterém škola sídlila do roku 1981, než byla přemístěna do nové budovy.

Politická škola Josipa Broze Tita (srbochorvatsky Politička škola Josip Broz Tito) se nacházela v chorvatském městě Kumrovec (u hranice se Slovinskem, v chorvatském Záhoří, protože tam se narodil Josip Broz Tito. Škola existovala v letech 1974 až 1990 pro vzdělávání členů Svazu komunistů Jugoslávie (komunistické strany).

## Historie
Škola byla otevřena v roce 1974, nicméně původní objekt byl už brzy poté kapacitně nedostačující.
Škola pak sídlila v brutalistickém komplexu, který se nachází severně od města, směrem k vesnici Kladnik. Jejími autory byly Danilo Cvijetković a Miomir Lužajić. Rozsáhlý komplex se cca 150 místnostmi měl i svojí tělocvičnu, kino, knihovnu nebo restauraci. Dominantním prvkem třípatrové stavby realizované v podobě jednoho křídla byla sešikmená měděná střecha s velkými okny. Pod samotným komplexem se nacházel i atomový kryt.
Škola sloužila především pro vzdělávání členů komunistické strany, po nějaký čas v 80. letech 20. století však byla sídlem vojenské akademie.
Po politických změnách v Chorvatsku v roce 1990 a 1991 byla škola zrušena a využívána jako nouzový přístřešek pro válečné uprchlíky během Chorvatské války na nezávislost. Byli zde shromážděni civilisté z města Vukovaru, které bylo v letech 1991 až 1995 místem bojů. Od roku 2003 je objekt prázdný a postupně chátrá. Různé nápady na využití objektu nebyly realizovány, např. dům pro seniory, nebo čínské technologické centrum.